# Flocktrav
Flocktrav (Arabis ciliata) är en korsblommig växtart som beskrevs av Joseph Philippe de Clairville. Enligt Catalogue of Life ingår Flocktrav i släktet travar och familjen korsblommiga växter, men enligt Dyntaxa är tillhörigheten istället släktet travar och familjen korsblommiga växter. Arten har ej påträffats i Sverige. Inga underarter finns listade i Catalogue of Life.

## Bildgalleri

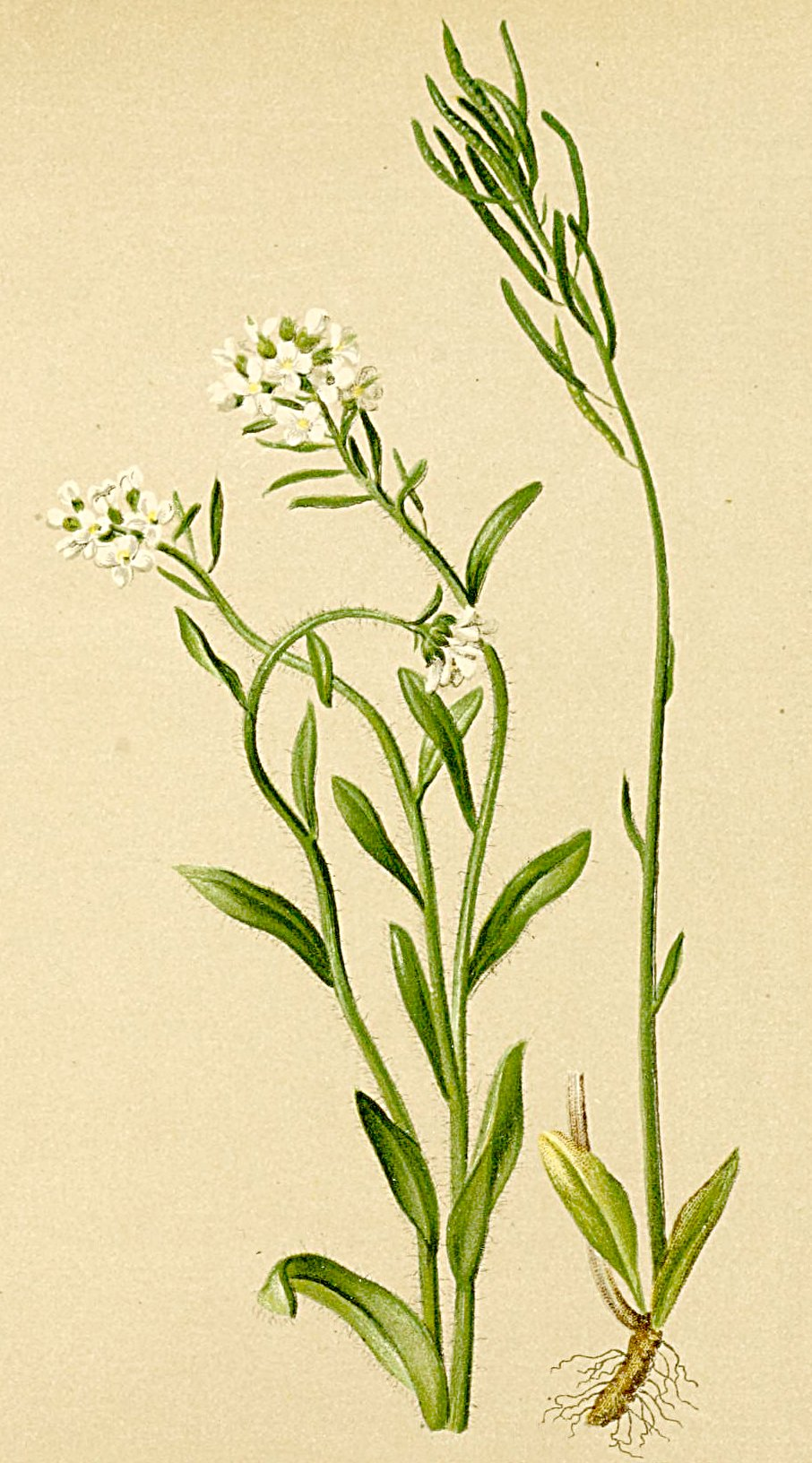